# Burghvliet

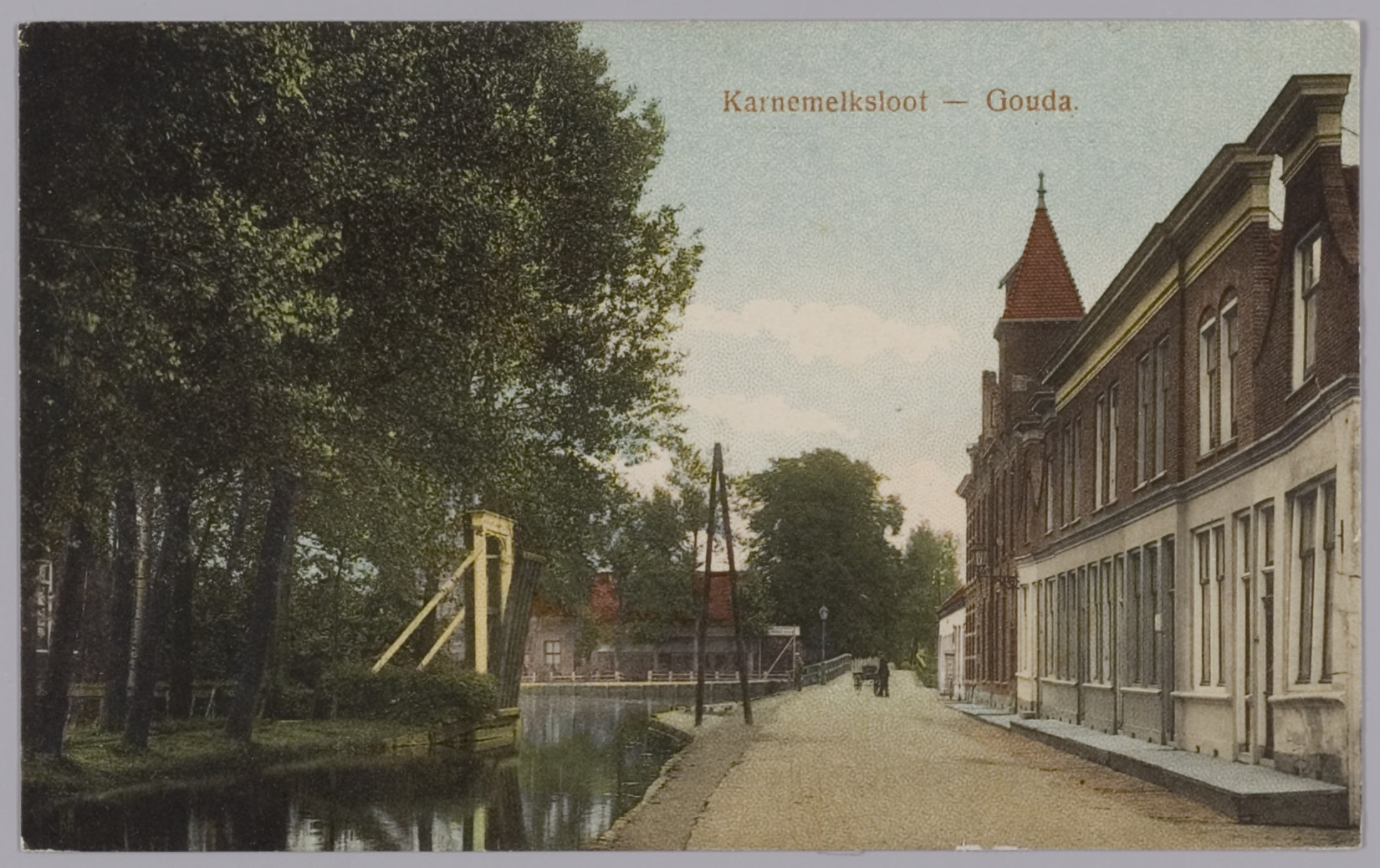
De Karnemelksloot in Gouda (circa 1900-1920) met links de boerderij Burgvliet)

Burghvliet (ook Burgvliet en Burchvliet) was een buitenplaats en een lusthof in de Nederlandse stad Gouda.

## Geschiedenis
Burghvliet lag ten oosten van de stad Gouda aan de noordzijde van de Karnemelksloot. De boerderij werd in het begin van de 18e eeuw door de Goudse burgemeester Arent van der Burgh verbouwd tot een buitenplaats. Aan deze eigenaar ontleende de buitenplaats haar naam. Van der Burgh maakte van Burghvliet een lustoord en een ontmoetingsplaats voor zijn bevriende regenten. Aanvankelijk werd gedacht dat Burghvliet een culturele ontmoetingsplaats voor dichters en schrijvers was. De historicus Paul Abels komt, na analyse van een herontdekt gastenboek van Burghvliet, tot de conclusie dat dit niet blijkt uit kring van bezoekers van Burgvliet. Die bezoekers waren voornamelijk regenten en welgestelde burgers en geen dichters en schrijvers. Slechts een van de geregelde bezoekers van Burghvliet was dichter. Deze Jan van Hoogstraten schreef: "O Burchvliet --- hoe zweeft ge in 't afsijn van uw heer met zoo veel schoons door mijn gedagten" Naast Jan van Hoogstraten behoorde ook een Goudse regent met dichterlijke ambities tot de kring van bezoekers, Govert Cincq. Bij de buitenplaats lag een boomgaard en een sterrenbos. De gasten werden onthaald op fruit uit eigen boomgaard, vis uit de bijbehorend vlieten en gevogelte, dat geschoten werd tijdens jachtpartijen.
Na de bloeiperiode raakte de buitenplaats gaandeweg zijn luister kwijt. De Waddinxveense predikant en Bijbelvertaler Willem Antony van Vloten huurde de buitenplaats in het laatste kwart van de 18e eeuw gedurende een periode van tien jaar. In de 19e eeuw restte er nog slechts een boerderij. In 1930 werd de boerderij gesloopt toen de Burgvlietkade werd aangelegd. Op de plek van de buitenplaats verrees de Burgvlietschool. De in 1955 opgerichte kunstkring Burgvliet in Gouda is naar dit culturele trefpunt uit de 18e eeuw genoemd.